# Mihran Harutyunyan
Mihran Ediki Harutyunyan o Migran Arutyunyan (armeni: Միհրան Էդիկի Հարությունյան, rus: Мигран Эдикович Арутюнян, 25 marc 1989) és un esportista de lluita grecoromana i d'arts marcials mixtes. Va competir als Jocs Olímpics d'Estiu de 2016 amb la selecció nacional d'Armènia on va perdre la final de lluita davant Davor Štefanek de Sèrbia. La decisió fou considerada dubtosa i moltes persones van signar una petició per a atorgar la medalla d'or a Harutyunyan. És també un campió (2012) i medalla de plata (2011) amb la selecció nacional russa.
Amb l'esclat de la Guerra de l'Alt Karabakh de 2020, es va unir a les forces militars armènies lluitant a Dashalty i a la Batalla de Shusha.
És casat i té una filla anomenada Monica.